# Sillico (Toskana)
Sillico ist ein Ortsteil (Fraktion, italienisch frazione) von Pieve Fosciana in der Provinz Lucca, Region Toskana in Italien.

## Geografie
Der Ort liegt ca. 2 km östlich des Hauptortes Pieve Fosciana, ca. 33 km nördlich der Provinzhauptstadt Lucca und ca. 80 km nordwestlich der Regionshauptstadt Florenz im oberen Tal des Serchio in der Landschaft der Garfagnana. Der Ort liegt bei 711 m und hatte 2001 ca. 90 Einwohner. 2017 waren es 105 Einwohner. Wenige Meter westlich des Ortes fließt der gleichnamige Torrente Sillico (von Norden kommend nach Süden, 13 km Gesamtlänge), er dient weiter südlich dem Serchio als linkem Nebenfluss.

## Geschichte
Der Ort entstand wahrscheinlich erst in römischer Zeit, obwohl viele der umliegenden Orte bereits durch die Ligurer und Apuaner besiedelt wurden. Ab dem 10. Jahrhundert gehörte der Ort der Familie Gherardinghi, die sich mit Unterstützung der Päpste und den Verbündeten aus Pisa bis ins 13. Jahrhundert halten konnten und um das 12./13. Jahrhundert den Wehrturm errichteten. Im Konflikt zwischen Pisa und Lucca waren die Gherardinghi letztendlich gezwungen, den Ort Lucca zu überlassen. Die neuen Herren gliederten Sillico 1272 in das neue Vikariat Vicaria di Castiglione ein.  Der naheliegende Ort Capraia wurde 1374 Sillico zugewiesen. In einem Dokument von 1376 bezeichnet Karl IV. den Ort als Castrum Sillici. 1401 taucht der Ort in der Liste der zu restaurierenden Burgen des Paolo Guinigi, Herrscher von Lucca, auf. Am 17. Dezember 1429, kurz nach dem Ende der Herrschaft der Guinigi, rebellierte der Ort gegen die Machthaber aus Lucca und fragte Unterstützung bei Niccolò III. d’Este an, die auch gewährt wurde. Der Ort war damit der erste Ort, der in der Garfagnana den Estense unterstand. Die Estense fügten den Sillico dann in das Vikariat Vicaria Estense di Castelnuovo ein. Hier blieb der Ort bis zur Einheit Italiens. In den 1950er Jahren hatte der Ort noch ca. 350 Einwohner, heute sind es weniger als Hundert.

## Sehenswürdigkeiten

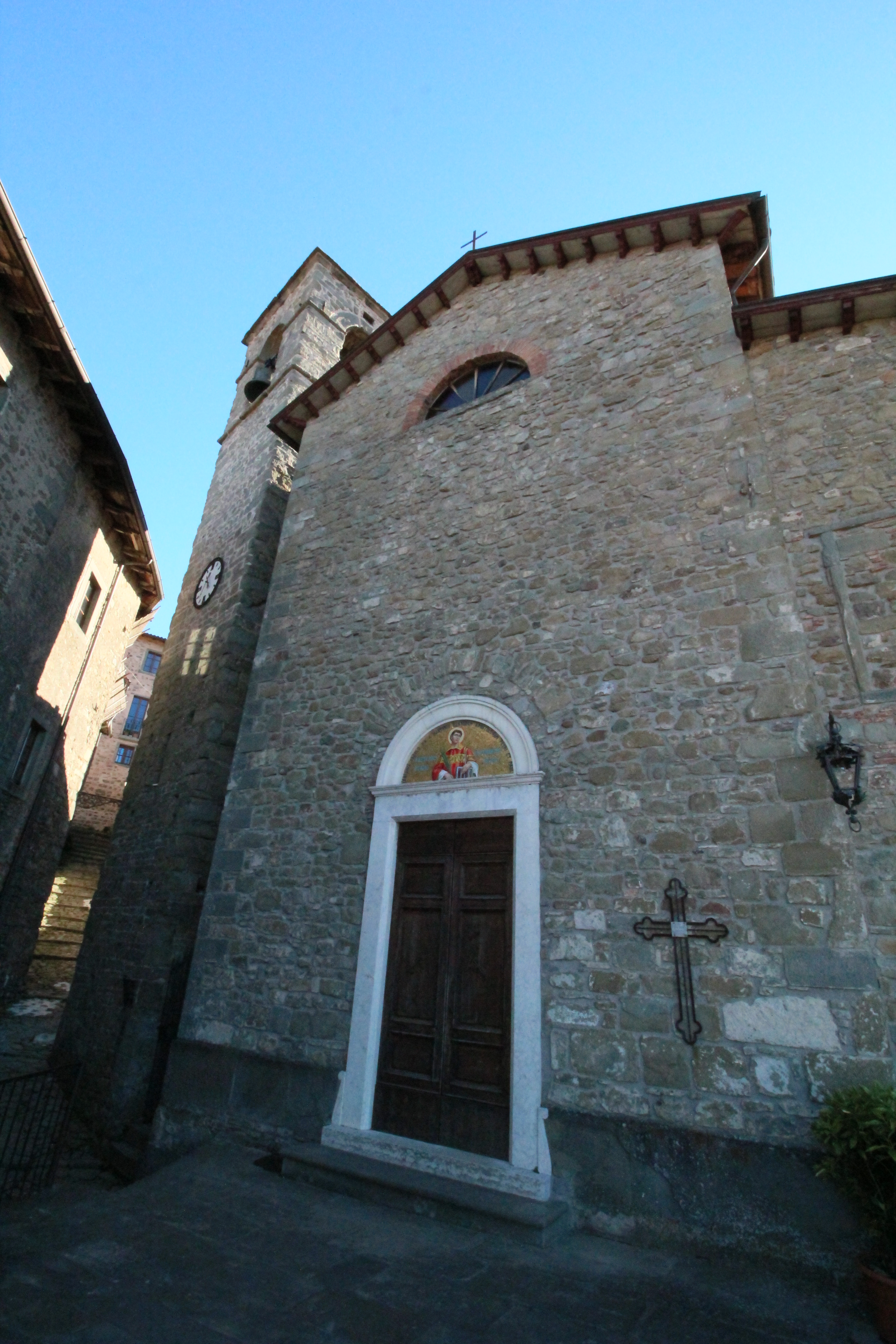
Die Kirche San Lorenzo

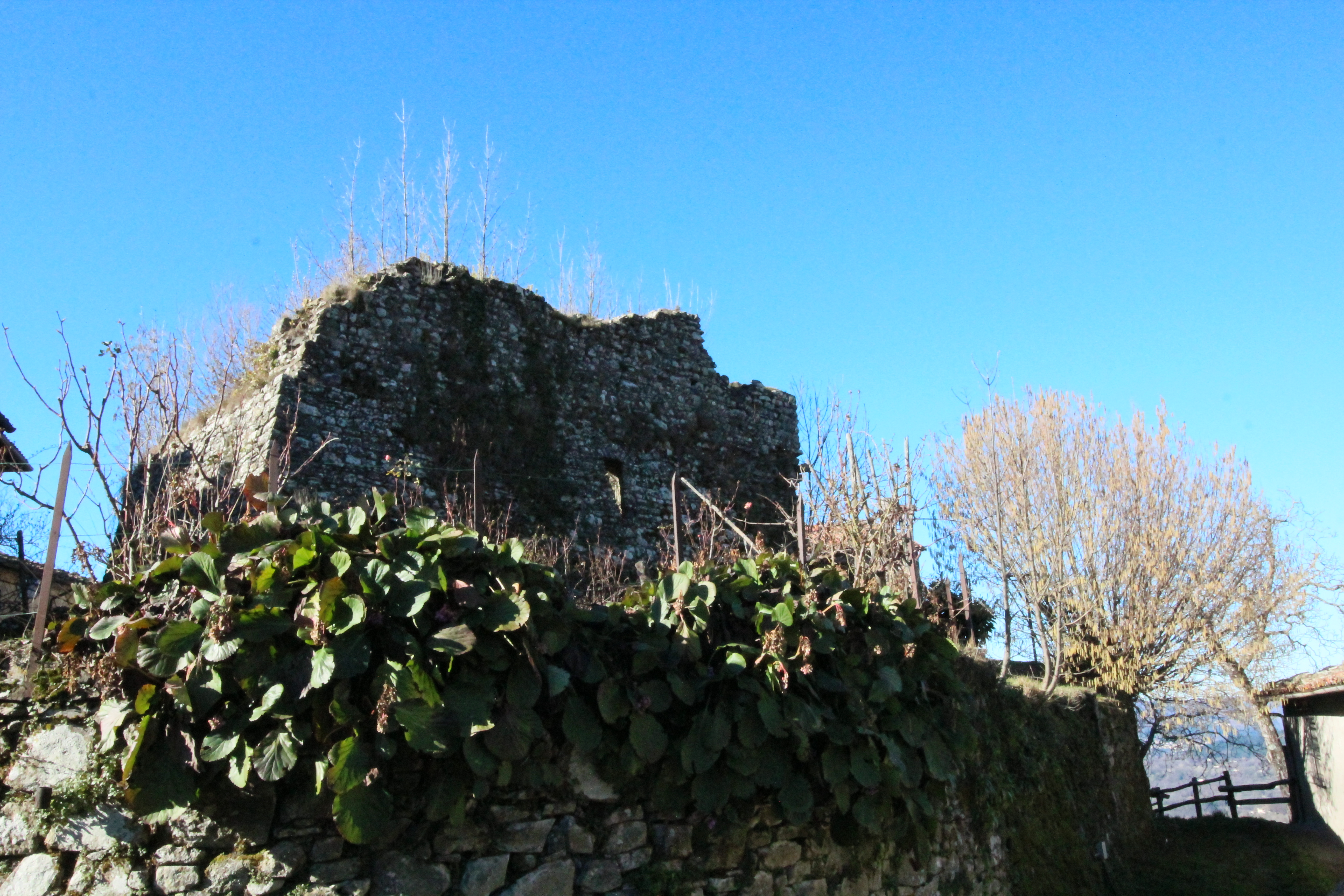
Die Burgruine (Rocca)

- Chiesa di San Lorenzo (auch SS. Lorenzo e Iacopo[6]), Kirche im Ortskern, die erstmals 1168 in einem Dokument von Papst Alexander III. erwähnt wurde.[1] Die Kirche wurde im 18. Jahrhundert vergrößert.[6]
- Torre di Sillico, ehemaliger Wehrturm der Burg (Rocca) am höchsten Punkt des Ortes. Die Rocca hatte die Maße 10 × 14 Meter und entstand um das 15. Jahrhundert. Der Turm innerhalb der Struktur hat die Maße 6,5 × 6,5 Meter und entstand schon um das 12. oder 13. Jahrhundert.[6]
- Stadtmauern des Ortes (nur teilweise erhalten) aus dem 15. Jahrhundert. Von den beiden Stadttoren ist nur noch das Südtor Porta Sud nahe der Kirche San Lorenzo erhalten geblieben.[6]